# Nandita Das
Nandita Das (Mumbai, 7 de novembro de 1969) é uma atriz e cineasta indiana.